# Allium malyschevii
Allium malyschevii — вид рослин з родини амарилісових (Amaryllidaceae); поширений у Сибіру й Монголії.

## Опис
Цибулини по кілька сидять на висхідному кореневищі, циліндрично-конічні, 5–9 см заввишки; зовнішні оболонки сірувато-бурі. Стеблина 15–30 см заввишки, округлі в поперечному перерізі, гладкі, при основі — червоніючі листові піхви. Листків 2–3, 3–8 мм шириною, лінійні, плоскі, на краях шорсткі, до основи і до верхівки звужені, серповидо-відігнуті, тупі, трохи коротші або рівні стеблу. Зонтик кулястий, рідше майже напівкулястий, густий. Квітконіжки трохи довші від оцвітини, при основі з приквітками. Листочки оцвітини яскраво-пурпурові, з більш інтенсивно забарвленими жилками, ланцетні, тупуваті. 2n=16.

## Поширення
Поширений у Сибіру й Монголії.
Зростає на луках, осипи і лугових кам'янистих схилах в альпійському поясі.